# Gypona nigrella
Gypona nigrella är en insektsart som beskrevs av Delong och Freytag 1964. Gypona nigrella ingår i släktet Gypona och familjen dvärgstritar. Inga underarter finns listade i Catalogue of Life.